# Сельское хозяйство КНДР

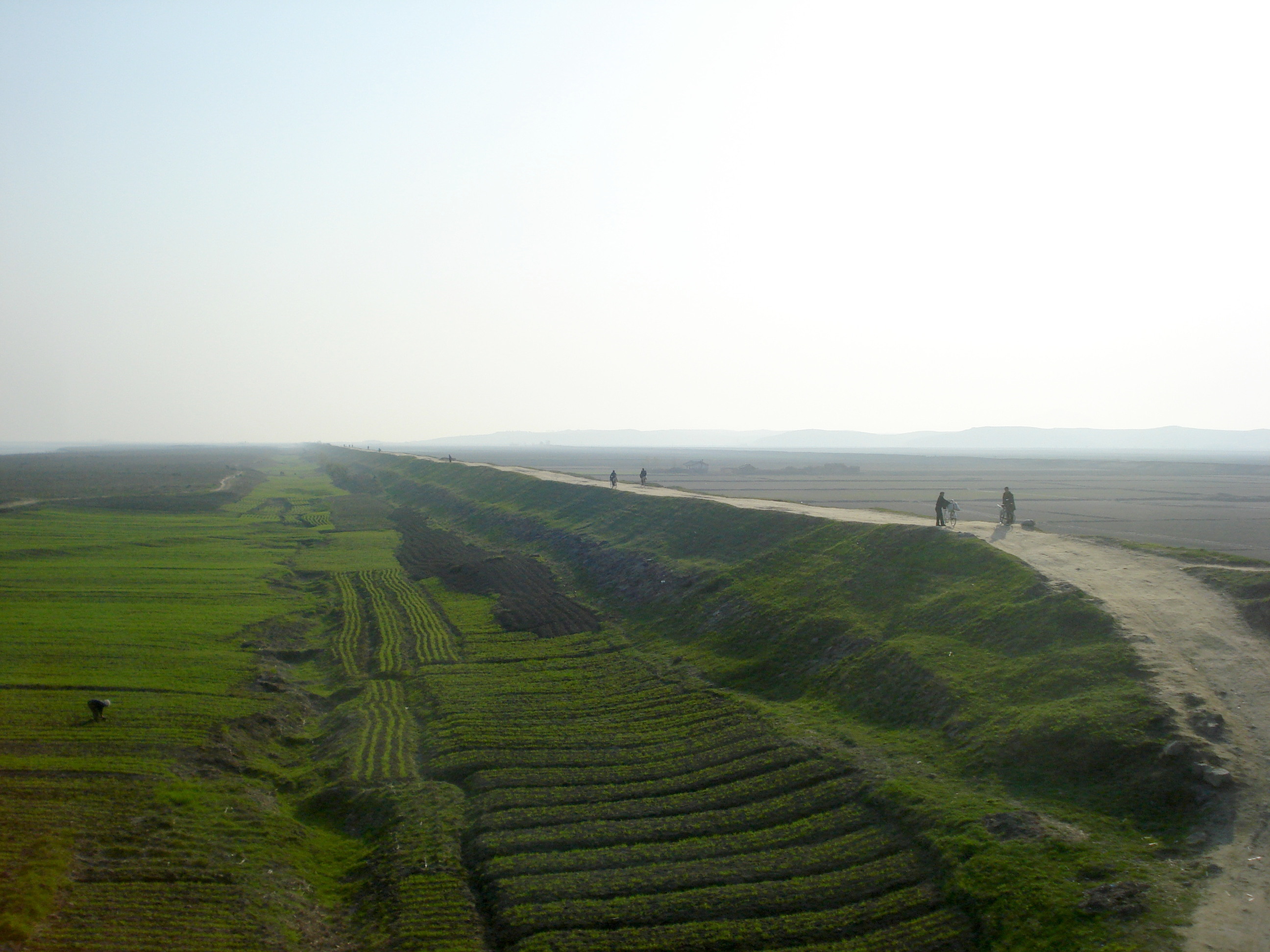
Рисовые поля в Северной Корее.

Сельское хозяйство КНДР — отрасль экономики Корейской-Народно-Демократической Республики. 

## Условия
Скудные сельскохозяйственные ресурсы КНДР ограничивают производство сельхозпродукции. Климат, ландшафт и состав почвы слабо подходят для земледелия и оставляют сравнительно мало времени на уборку урожая. Только 17 % территории, или приблизительно 20 000 км², пригодны для пашни, из которых только 14 000 км² хорошо для неё подходят; большая часть страны имеет грубый горный ландшафт.
Погода заметно разнится в зависимости от высоты местности. При подъёме выше 400 метров над уровнем моря недостаток осадков и неплодородная почва приводят к невозможности использования земли для любых сельскохозяйственных нужд кроме пастбищ. Осадки распределяются неравномерно, в большей части страны половина годовой нормы осадков выпадает за три летних месяца. Погодные условия в жарких регионах страны хорошо подходят для создания заливных полей, оснащённых системами орошения и контроля уровня воды. На таких полях собирается около 5,3 тонн риса с одного гектара, что сравнимо с международными нормами.

## Сельскохозяйственная продукция
По состоянию на 2022 год в КНДР в основном выращивается кукуруза (2,3 млн тонн), рис (2,1 млн тонн), капуста, картофель, батат, фасоль и иные овощи, фрукты - яблоки, груши и персики. Животноводство КНДР насчитывает 570 тысяч голов КРС, около 4 млн коз, 170 тысяч овец, 2,4 млн свиней, 48 тысяч лошадей. Объем вылова морепродуктов в 2021 году более 208 тысяч тонн .
Главным продуктом сельского хозяйства КНДР является рис, следующей по значению зерновой культурой является кукуруза. После голода 90-х годов произошла «картофельная революция» и вторым по значимости источником еды в Северной Корее стал картофель. За период с 1998 по 2008 год площадь картофельных полей возросло в 4 раза и достигла 200 000 гектар, а потребление картофеля на душу населения возросло с 16 до 60 кг в год. В сельской местности картофель стал основным источником пищи, заменив рис.
По состоянию на 2012 год сельское хозяйство было в основном сосредоточено в низинах четырёх провинций западного побережья, где выращиванию растительных культур способствует лучший климат и хорошее орошение почв. Узкая полоса столь же плодородных земель проходит на восточном побережье. Внутренние провинции Чагандо и Янгандо обладают слишком горной местностью и холодным и сухим климатом, что не позволяет вести в них активное сельское хозяйство. В горах сосредоточена большая часть лесного фонда КНДР, а подножья гор используются для пастбищ и выращивания фруктовых деревьев.
Основные выращиваемые культуры — рис и картофель. По состоянию на 2012 год, 23,4 % рабочей силы КНДР было задействовано в аграрной промышленности.
C 2014 года началась масштабная постройка теплиц, финансируемая получастными инвесторами при поддержке фермеров, благодаря чему началось выращивание ягод вроде земляники и бахчевых культур. Торговцы обеспечивают доставку и продажу плодов на рынках-чанмаданах в городах.

## Распределение еды
С 1950-х годов большая часть северокорейских жителей получает еду от государства. Фермеры передают часть собранного урожая государству, излишки которого в дальнейшем распределяются в городские регионы, неспособные самостоятельно производить еду. По официальным данным, около 70 % жителей КНДР, включая всё городское население, получает еду по государственной системе. По состоянию на 2013 год один человек в среднем получал еды на 573 грамм злакового эквивалента в день, однако эта цифра разнится в зависимости от возраста, вида деятельности и факта получения еды из других источников (например, на школьных обедах).
По оценкам начала 2000-х годов, среднестатистическая северокорейская семья получает до 80 % своих доходов из малого бизнеса, официально запрещённого, но допускаемого на практике. В 2002 и 2010 году частные рынки активно легализовывались. По состоянию на 2013 год, в городах КНДР каждые 10 дней открываются фермерские рынки, которые стали играть значительную роль в распределении еды.

## История
В 1950е годы в стране началось строительство ирригационных систем с целью увеличения производства зерна (в первую очередь - риса и кукурузы) и борьбы с засухами. В конце 1950-х годов в строй были введены Южнопхенанская и Киянская ирригационные системы (обеспечившие снабжение водой для более чем 150 тыс. гектаров полей), позднее - Оджидонская и другие системы.
В 1954-1958 гг. при содействии СССР был построен Кымсонский тракторный завод, освоивший выпуск тракторов для механизации сельского хозяйства страны.
В 1963 году была создана Академия сельскохозяйственных наук КНДР. По состоянию на 1963 год общая площадь обрабатываемых земель сельскохозяйственного назначения составляла около 2 млн. чонбо, из них 640 тыс. чонбо имели постоянное орошение. За счёт высадки саженцев плодовых деревьев в течение 1963 года общая площадь фруктовых садов была увеличена на 122 тыс. чонбо.
Основа аграрной политики была заложена Ким Ир Сеном в 1964 году в работе «Тезисы по социалистическому аграрному вопросу в нашей стране», в которой Ким придал особое значение развитию технологий и образования в сельской местности и коллективным формам собственности и управления.
В 1972 году были завершены работы по орошению и защите от наводнений всех рисовых полей страны. В 1973 году была сдана в эксплуатацию Амнокканская ирригационная система (90 тыс. га).
В начале 1980х годов началось создание "тоннелей-плантаций" в виде каркаса, устанавливаемого над ирригационными каналами и отдельными участками некоторых просёлочных дорог в сельской местности - которые использовались в качестве опор для выращивания на них тыкв. Первая такая "воздушная плантация" была создана в сельхозкооперативе в долине реки Тэдонган в районе города Нампхо, в дальнейшем их начали создавать по всей стране (разработавший эту технологию крестьянин Ким Чун Хо стал Героем труда КНДР).
В 1983 году на северо-востоке страны была введена в эксплуатацию ещё одна оросительная система (водохранилища "Чандок", "Реннам" и "Соннэ", обеспечившие водой поля трёх уездов провинции Северная Хамген). После этого количество водохранилищ в стране превысило 1500, а общая протяжённость оросительных каналов превысила 40 тыс. км.
В 1986 году в устье реки Тэдонган была построена плотина Сохэ длиной 8 км, что позволило увеличить площадь рисовых полей.
С 1994 по 1998 год в КНДР был голод. С 1998 года аграрное производство постепенно растёт, и к 2013 году КНДР стала производить достаточно еды, чтобы обеспечивать своих жителей основными продуктами питания, однако большинство семей по-прежнему находится на границе бедности.
С целью увеличения площади пахотных земель продолжаются работы по осушению отдельных участков морского побережья. В начале 2023 года были завершены работы по рекультивации Вольдоских солончаков на западном побережье. Морской залив был перекрыт каменной насыпью по линии н.п. Чонволь - остров Воль - н.п. Посан, в дальнейшем превращённой в дамбу, затем были проведены осушение и мелиорация изолированного участка местности. Общая площадь нового земельного участка составила свыше 3300 га.